# Super Video Graphics Array
Super Video Graphics Array o SVGA és un terme que cobreix una àmplia gamma d'estàndards de visualització gràfica d'ordinadors, incloent targetes de vídeo i monitors.
Quan IBM va llançar al mercat l'estàndard VGA el 1987 molts fabricants manufacturaren targetes VGA clons. Després, IBM es va moure creant l'estàndard XGA, que no van seguir les altres companyies; aquestes comencen a crear targetes gràfiques SVGA.
Les noves targetes SVGA de diferents fabricants no eren exactament iguals pel que fa al maquinari, cosa que les feia incompatibles. Els programes tenien dues alternatives: manejar la targeta de vídeo a través de trucades estàndard, cosa que era molt lenta però hi havia compatibilitat amb les diverses targetes, o manejar la targeta directament, cosa que era molt ràpida i es podia accedir a tota la funcionalitat d'aquesta (modes gràfics, etc.), això no obstant, el programador havia de fer una rutina d'accés especial per a cada tipus de targeta.
Poc després va sorgir Video Electronics Standards Association (VESA), un consorci obert per promoure la interoperabilitat i definició d'estàndards entre els diferents fabricants. Entre altres coses, VESA unificà el maneig de la interfície del programa cap a la targeta, també desenvolupà un bus amb el mateix nom per millorar el rendiment entre l'ordinador i la targeta. Uns anys després, aquest bus se substituiria pel PCI d'Intel.
SVGA es va definir el 1989 i en la seva primera versió es va establir per a una resolució de pantalla de 800 × 600 píxels i 4 bits de color per píxel, és a dir, fins a 16 colors per píxel. Després es va ampliar ràpidament als 1024 × 768 píxels i 8 bits de color per píxel, i a altres majors en els anys següents.
Encara que el nombre de colors es va definir en l'especificació original, això aviat va ser irrellevant, (en contrast amb els vells estàndards CGA i Enhanced Graphics Adapter), ja que la interfície entre la targeta de vídeo i el monitor VGA o SVGA utilitza voltatges simples per indicar la profunditat de color desitjada. En conseqüència, pel que fa al monitor, no hi ha límit teòric al nombre de colors distints que poden visualitzar-se, cosa que s'aplica a qualsevol monitor VGA o SVGA.
Mentre que la sortida de VGA o SVGA és analògica, els càlculs interns que la targeta de vídeo realitza per proporcionar aquests voltatges de sortida són completament digital. Per augmentar el nombre de colors que un sistema de visualització SVGA pot produir, no cal cap canvi en el monitor, però la targeta vídeo necessita manejar nombres molt més grans i pot caldre redissenyar-la des del principi. A causa d'això, els principals fabricants de xips gràfics van començar a produir components per a targetes vídeo d'alta densitat de color a penes uns mesos després de l'aparició de SVGA.
Sobre el paper, l'SVGA original es devia substituir per l'estàndard XGA o SXGA, però la indústria aviat va abandonar el pla de donar un nom únic a cada estàndard superior i així, gairebé tots els sistemes de visualització fets des de finals dels 80 fins ara es denominen SVGA.
Els fabricants de monitor anuncien a vegades els seus productes com XGA o SXGA, però això no té cap significat, ja que la majoria dels monitors SVGA fabricats des dels anys 90 arriben i superen àmpliament el rendiment d'XGA o SXGA.